# Леандро Лаццаро
Леандро Лаццаро (ісп. Leandro Lázzaro, нар. 8 березня 1974, Буенос-Айрес) — аргентинський футболіст, що грав на позиції нападника. Виступав за низку аргентинських і закордонних клубів. Чемпіон Чехії та володар Кубка Чехії.

## Ігрова кар'єра
У професійному футболі Леандро Лаццаро дебютував 1994 року виступами за команду «Нуева Чикаго», в якій грав до 1998 року, взявши участь у 79 матчах чемпіонату.
У 1998 році аргентинський нападник перейшов до чеського клубу «Слован», у якому в сезоні 1999—2000 років став володарем Кубка Чехії. У 2001 році Лаццаро перейшов до іншої чеської команди «Спарта» (Прага), у якій в цьому сезоні став чемпіоном Чехії.
У 2002 році Леандро Лаццаро перебрався до Італії, де цього року спочатку грав у складі клубу «Салернітана», та протягом ще цього року перейшов до клубу "Ночеріна. У 2003 році аргентинець грав у складі клубу «Равенна», а в 2004 році в складі іншого італійського клубу «Тіволі». У 2004 році Лаццаро став гравцем клубу «Про Сесто», в якому грав до 2006 року.
У 2006 році Леандро Лаццаро повернувся на батьківщину. де став гравцем клубу «Тігре». У 2008 році нападник грав у клубі «Естудьянтес», але вже в цьому ж році повернувся до складу «Тігре», де грав до 2010 року. У 2010—2012 роках футболіст грав у складі клубу «Інституто», після чого завершив виступи на футбольних полях.

## Титули і досягнення
- Володар Кубка Чехії (1):

«Слован»: 1999–2000
- Чемпіон Чехії (1):

«Спарта» (Прага): 2000–2001